# NGC 2229
NGC 2229 est une très vaste galaxie lenticulaire relativement éloignée et située dans la constellation de la Dorade. NGC 2229 a été découverte par l'astronome britannique John Herschel en 1834.

## Caractéristiques
Sa vitesse par rapport au fond diffus cosmologique est de 8 516 ± 8 km/s, ce qui correspond à une distance de Hubble de 125,6 ± 8,8 Mpc (∼410 millions d'al).

## Triplet de galaxies
NGC 2229, NGC 2230 et NGC 2235 font partie d'un triplet de galaxies. NGC 2229 en est le membre le plus éloigné.